# Infame Lügen
Infame Lügen ist ein US-amerikanischer Liebesfilm von William Wyler aus dem Jahr 1936. Er basiert auf dem Bühnenstück Kinderstunde (The Children's Hour) von Lillian Hellman, die auch das Drehbuch verfasst hat. Uraufgeführt wurde der Film am 18. März 1936. Er kam nicht in die deutschen Kinos, erstmals im deutschen Fernsehen lief er am 14. September 1982 im ZDF.

## Handlung
Karen Wright und Martha Dobi haben erfolgreich das College absolviert. Sie wollen Karens Farm in Massachusetts zu einem Internat umbauen. Der Arzt Joseph Cardin unterstützt sie dabei. Dank der reichen Mrs. Tilford kann die Schule bald eröffnet werden. Mrs. Tilby schickt ihre Enkelin Mary in diese Schule. Karen und Joseph verlieben sich ineinander – zu Marthas Leidwesen, die selber in den Arzt verliebt ist.
Als Marthas leichtlebige Tante Lily auftaucht, ergeben sich die ersten Probleme. Eines Abends besucht Joseph Martha, die allerdings nicht da ist. Joe schläft auf einem Stuhl ein. Als er nach dem Erwachen Marthas Raum verlässt, wird er von Lily gesehen, die nun Verdacht schöpft. Als einige Tage später Mary bei einer dummen Lüge ertappt wird, täuscht sie einen Herzanfall vor. Joseph wird herbeigerufen, dabei kommt es zu einem Streit zwischen Martha und ihrer Tante. Lily verlässt das Haus, beschuldigt vorher aber Martha, eine Affäre mit Joseph zu haben. Den Streit haben zwei Schüler mitbekommen, die an der Tür gelauscht haben. Martha ertappt die Lauscher und schickt sie davon. Als sie die Tür schließen will, klemmt sie versehentlich den Arm der Schülerin Rosalie ein. Martha entschuldigt sich und Rosalie gelobt, nichts zu sagen.
Mary entdeckt bei Rosalie ein Armband, das einer anderen Schülerin gehört. Damit erpresst sie Rosalie, ihr Wissen preiszugeben. Bei ihrer Großmutter verdreht Mary die Geschichte, doch lässt sie sich von Rosalie unterstützen, die sie weiterhin wegen des Armbandes erpresst. Mrs. Tilford ist über die Anschuldigungen entsetzt und so setzt sie durch, dass alle Mädchen die Schule verlassen. Martha und Karen stehen vor einem Rätsel. Ein Chauffeur, der eines der Mädchen abholen soll, erzählt ihnen von den Gerüchten. Die beiden Frauen suchen Mrs. Tilford auf und wollen die Sache richtigstellen. Doch Rosalie, die furchtbare Angst vor Mary hat, bleibt bei den Anschuldigungen.
Martha und Karen schalten das Gericht ein und lassen Mrs. Tilford wegen Verleumdung anklagen. Doch sie verlieren den Prozess, unter anderem weil Lily nicht aussagt. Durch den Skandal verliert auch Joseph seine Anstellung im Krankenhaus. Lily kehrt zurück und tut so, als ob nichts geschehen sei. Sie erklärt ihre Abwesenheit bei Gericht damit, dass sie ihre Aussage nicht für wichtig gehalten habe. Der Druck der Gesellschaft ist aber dermaßen groß, dass Karen den Gerüchten zu glauben beginnt und sich von Joseph trennt. Martha erzählt nun Karen, dass sie zwar Joseph immer geliebt habe, er aber davon nichts wisse. Martha beschließt, mit Lily die Stadt zu verlassen. Im Zug lässt Lily einige Bemerkungen über das vermisste Armband fallen, was Martha dazu veranlasst, Rosalie aufzusuchen. Sie kann das Mädchen behutsam dazu bringen, die wahren Umstände zu erzählen. Mrs. Tilford muss erkennen, dass sie falsch gehandelt hat. Sie bietet Entschädigung an, doch Martha will nur, dass sie Karen auffordert, Joseph zu folgen. In einem Kaffeehaus in Wien kommen Karen und Joseph wieder zusammen.

## Kritiken
„(Der Film) bemüht sich um genaue Beschreibung von Milieu und Atmosphäre und konzentriert sich mit eindrucksvollen schauspielerischen Leistungen auf die Komplexität kindlicher Raffinesse. Um die in der Vorlage enthaltenen Anspielungen auf lesbische Neigungen total auszuschalten, konstruiert der Film jedoch ein kaum glaubhaftes Dreiecksverhältnis - die Frauen lieben denselben Mann, einen Arzt - dem überdies der edelmütige Verzicht und ein Happy-End regelrecht angeheftet sind.“

## Auszeichnungen
1937 war Bonita Granville für den Oscar als beste Nebendarstellerin nominiert.

## Hintergrund
- Das Bühnenstück von Lillian Hellman erzählt eine wahre Begebenheit aus dem Jahr 1810 über zwei schottische Lehrerinnen, denen man irrtümlich eine lesbische Beziehung zum Vorwurf machte. Das Stück wurde ab dem 20. November 1934 691-mal in New York aufgeführt, mit Anne Revere als Martha, Katherine Emery als Karen und Robert Keith als Joseph in den Hauptrollen.
- Durch den Hays Code, dem zufolge eine Behandlung des Themas Homosexualität verboten war, sah sich Produzent Samuel Goldwyn gezwungen, das Drehbuch umschreiben zu lassen. Aufgrund des Bekanntheitsgrads des Bühnenstückes war es unmöglich, den Titel des Stücks als Filmtitel zu verwenden.[2] Erst 1961 konnte William Wyler das Bühnenstück mit der Originalhandlung und dem Originaltitel drehen. In Deutschland erschien der Film unter dem Titel Infam, die Hauptrollen spielten Audrey Hepburn, Shirley MacLaine und James Garner. Miriam Hopkins, die in dem Film von 1936 in der Rolle der Martha Dobi zu sehen ist, spielte Tante Lily.
- Der spätere siebenfache Oscar-Gewinner Richard Day war für die Ausstattung zuständig.